# Белеулі (хребет)
Белеу́лі — гірський хребет в Таджикистані. Відноситься до гірської системи Паміру.
Простягається з північного заходу на південний схід між долинами річок Сауксай на півночі та Баландкіїк на півдні. На сході з'єднується з хребтом Зулумарт. Найвища точка — пік Гострий (5831 м). На сході вкритий льодовиками.
Інші вершини:
- пік Зарасак — 5358 м
- гора Джайляукуль — 4834 м

| Таджикистан | Це незавершена стаття з географії Таджикистану. Ви можете допомогти проєкту, виправивши або дописавши її. |